# Galilea
Galilea (tiếng Do Thái: הגליל ha-Galil, tiếng Ả Rập: الجليل al-Jaleel), là vùng đất thuộc phía bắc Israel. Galilea được biết đến là nơi Jesus lớn lên và truyền đạo. Thông thường nó được chia thành ba khu vực: 
- Galilea Thượng
- Galilea Hạ
- Galilea Tây

Những thành phố quan trọng của Galilea là Nazareth, Tiberias và Safed. Bên cạnh Nazareth, nơi đặc biệt có nhiều người Ả Rập sinh sống, bao gồm cả người đạo Hồi và đạo Thiên chúa, còn có thành phố quan trọng khác của người Hồi giáo là Umm al-Fahm.  